# Terzorio
Terzorio (Tersö oppure O Tresseu in ligure) è un comune italiano di 215 abitanti della provincia di Imperia in Liguria.

## Geografia fisica
Il borgo di Terzorio è situato, in posizione allungata, ad est della valle Argentina sull'estremità pianeggiante di un colle che si dirama trasversalmente dal rilievo di Pian delle Vigne, a dominio della valletta del rio Santa Caterina, le cui case risalgono anche in parte la collina coltivata ad ulivo.

## Storia

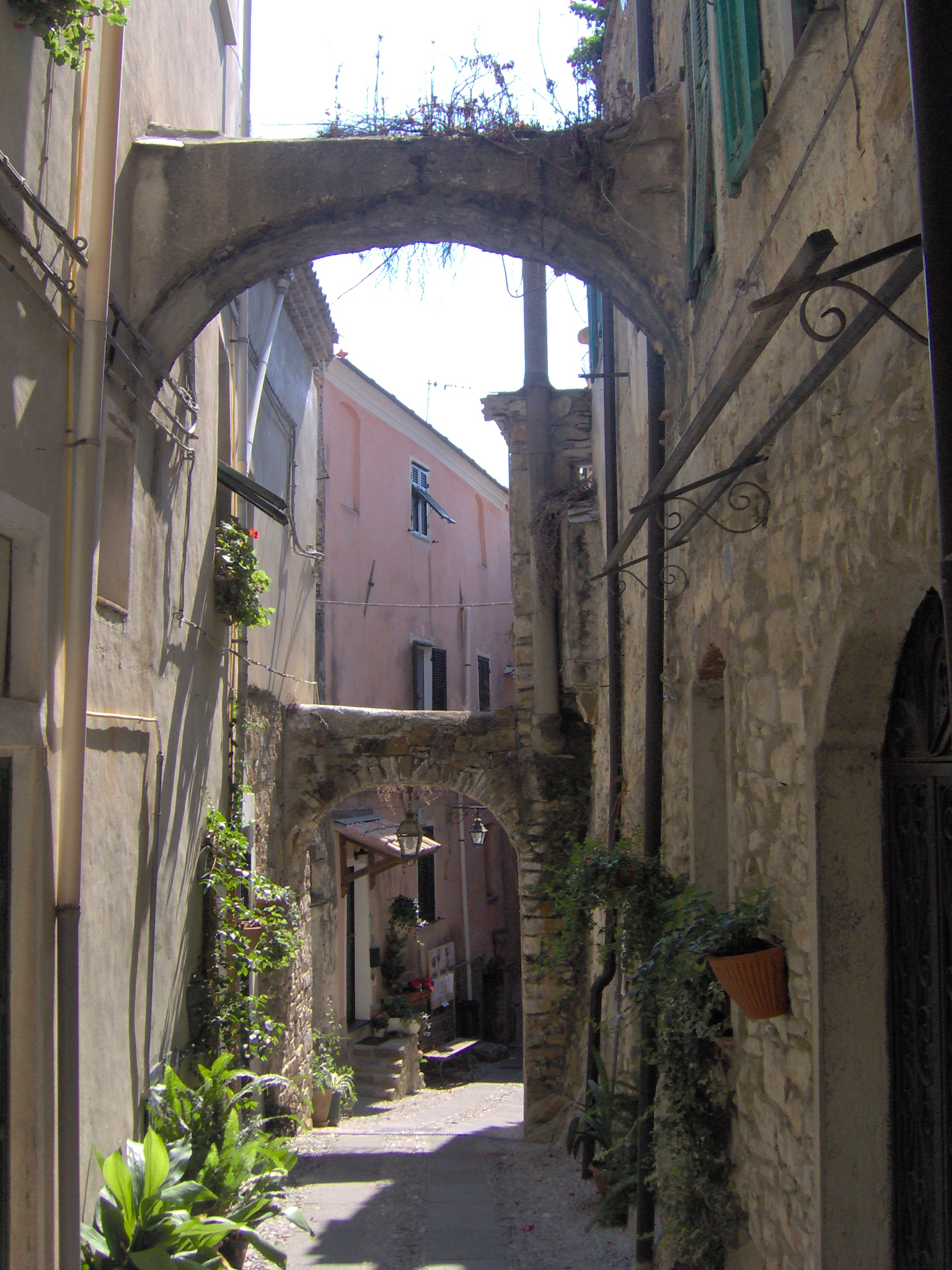
Un caruggio del centro storico di Terzorio

Secondo le fonti locali il paese ebbe origine nell'Alto Medioevo, forse dovuto alla presenza dei Longobardi in queste terre. Il suo territorio circostante, tra cui anche Terzorio, fu nel 1049 donato ai monaci benedettini del principato monastico di Villaregia di Santo Stefano al Mare, dipendente dall'abbazia di Santo Stefano di Genova, dalla contessa Adelaide di Susa.
Successivamente fu possedimento feudale dei conti di Ventimiglia divenendone parte integrante del Principato di Villaregia, e nel 1228 venduto al conte Bonifacio di Lengueglia. Già nel 1277 coniò propri statuti locali che applicò all'interno del suo territorio comunale. Nel 1353 passò sotto il dominio della Repubblica di Genova seguendone pertanto le alterne vicende storiche.
Durante il XVI secolo, oltre a varie segnalazioni della peste, subì pesanti incursioni dei corsari barbareschi. Così come altri paesi e villaggi montani nel 1561 e nel 1563 venne sottoposto alla furia razzia del corsaro e ammiraglio ottomano Uluç Alì Pascià, che prelevò diversi giovani abitanti del luogo per farne in seguito schiavi ad Algeri, paese d'origine del corsaro.
Con la caduta della Repubblica di Genova sul finire del 1797, e la conseguente istituzione della napoleonica Repubblica Ligure, il territorio di Terzorio divenne municipalità autonoma che fu inquadrata nel cantone di Taggia nella giurisdizione delle Palme, con capoluogo Sanremo. Dal 1805, con il passaggio della Repubblica Ligure nel Primo Impero francese, rientrò nel circondario di Porto Maurizio del Dipartimento di Montenotte.
Fu annesso al Regno di Sardegna nel 1815 dopo il congresso di Vienna del 1814, a seguito della caduta di Napoleone Bonaparte. Facente parte del Regno d'Italia dal 1861, dal 1859 al 1926 il comune di Terzorio - che fu soppresso dal 1924 al 1925 con l'annessione nel comune di Santo Stefano al Mare - fu compreso nel V mandamento di Santo Stefano al Mare del circondario di Sanremo facente parte della provincia di Nizza (poi provincia di Porto Maurizio e, dal 1923, di Imperia).
Nel corso del tremendo terremoto del 23 febbraio 1887, che sconvolse le terre della riviera di Ponente, subì lievi danni ad alcuni edifici, grazie soprattutto all'efficace resistenza del sistema di archi di contro spinta esistenti fra le case.
Nuovamente soppresso nel 1928, e annesso al comune di Riva Santo Stefano, acquisì una propria autonomia amministrativa nel 1947.
Dal 1973 al 30 aprile 2011 ha fatto parte della comunità montana Argentina Armea. Dal 2015 al 2024 ha fatto parte dell'Unione dei comuni Villaregia.

### Simboli
Stemma
Gonfalone

Lo stemma e il gonfalone sono stati concessi con decreto del presidente della Repubblica del 13 gennaio 2003.

## Monumenti e luoghi d'interesse

### Architetture religiose
- Chiesa parrocchiale della Natività di San Giovanni Battista, nel centro storico, il cui primo impianto architettonico è risalente al 1444 e solo successivamente rivisitato nello stile barocco.
- Oratorio di Santa Maria Maddalena inaugurato nel 1745.
- Oratorio e cappella di San Sebastiano.

### Architetture militari
- Torre di Terzorio. Costruita nel XVI secolo, grazie alla generosità degli abitanti, si presenta mozzata obliquamente nella parte superiore. La struttura fu eretta a seguito dell'invasione dei corsari barbareschi nel XVI secolo e ad oggi si conserva ancora in ottimo stato.

## Società

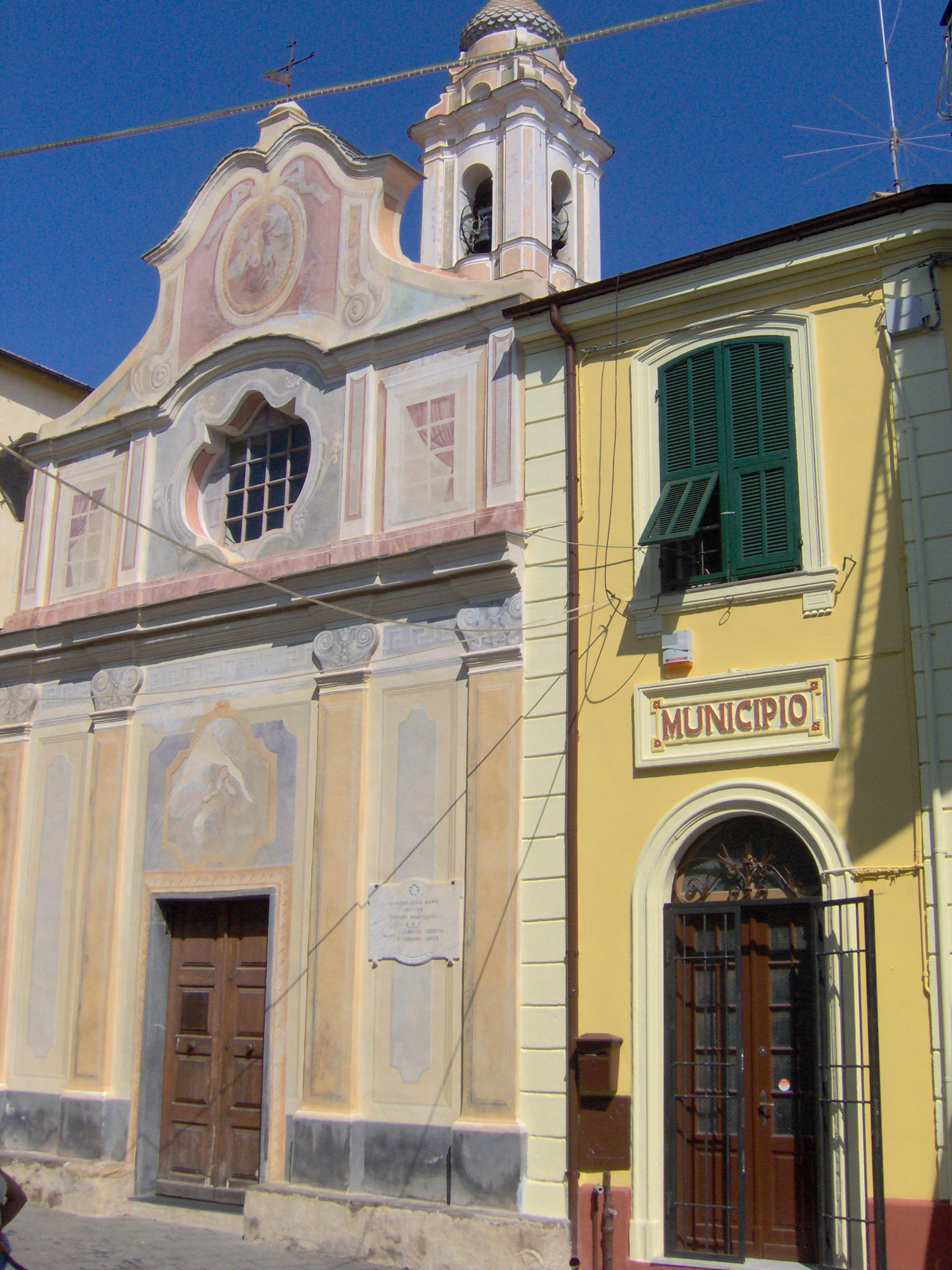
Il municipio, l'oratorio di Santa Maria Maddalena e il campanile della parrocchiale della Natività di San Giovanni Battista.

### Evoluzione demografica
Abitanti censiti

### Etnie e minoranze straniere
Secondo i dati Istat al 31 dicembre 2019, i cittadini stranieri residenti a Terzorio sono 12.

## Geografia antropica

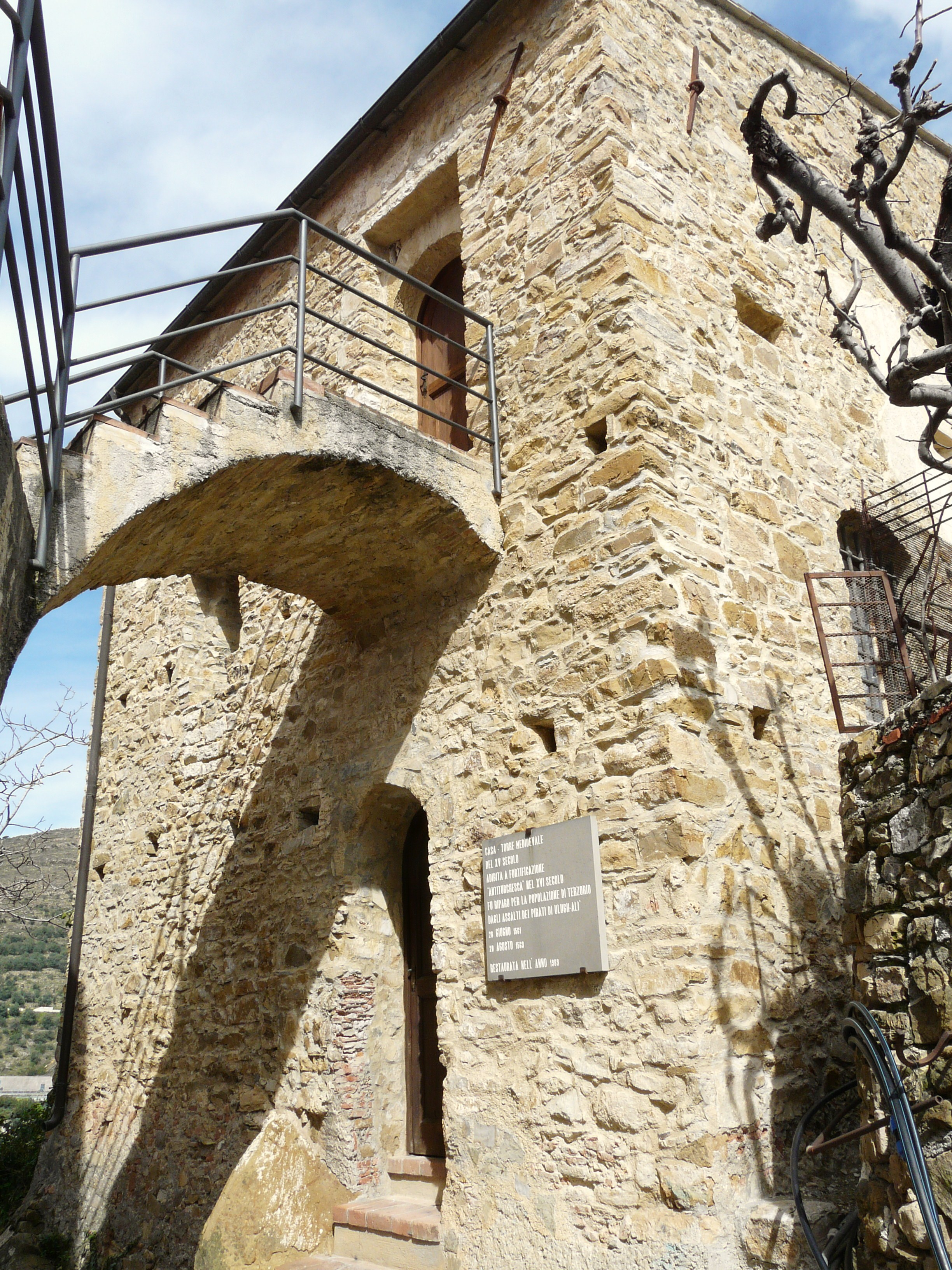
La torre di Terzorio, del Cinquecento.

Il territorio comunale è costituito dall'unico nucleo abitato di Terzorio per una superficie territoriale di 1,93 km², che ne fa il secondo ente civico meno esteso in Liguria dopo San Lorenzo al Mare.
Confina a nord con il comune di Pompeiana, a sud con Santo Stefano al Mare, ad ovest con Pompeiana e ad est con Cipressa.

## Economia
L'agricoltura è ancora la maggiore risorsa economica, le coltivazioni di ortaggi e frutta, e la floricoltura: specialmente le margherite . Dalla coltivazione dell'ulivo viene ricavato un pregiato olio extra vergine di oliva.
Si stanno ripristinando colture viticole, nella fattispecie vini Doc Riviera ligure di ponente: pigato, vermentino, rossese, moscatello di Taggia.

## Infrastrutture e trasporti

### Strade
Il territorio comunale di Terzorio è attraversato principalmente dalla strada provinciale 49 che permette il collegamento con Pompeiana, verso ovest, e Santo Stefano al Mare verso sud e la costa.

## Amministrazione
| Periodo        | Periodo        | Primo cittadino   | Partito                         | Carica  | Note |
| -------------- | -------------- | ----------------- | ------------------------------- | ------- | ---- |
| 9 giugno 1988  | 7 giugno 1993  | Anna Maria Padoan | lista civica                    | Sindaco |      |
| 8 giugno 1993  | 28 aprile 1997 | Anna Maria Padoan | Democrazia Cristiana            | Sindaco |      |
| 28 aprile 1997 | 14 maggio 2001 | Luciano Cane      | lista civica di centro-sinistra | Sindaco |      |
| 14 maggio 2001 | 30 maggio 2006 | Luciano Cane      | lista civica                    | Sindaco |      |
| 30 maggio 2006 | 16 maggio 2011 | Giacomo Ferrari   | lista civica                    | Sindaco |      |
| 16 maggio 2011 | 5 giugno 2016  | Luciano Cane      | Terzorio Insieme (lista civica) | Sindaco |      |
| 6 giugno 2016  | 4 ottobre 2021 | Valerio Ferrari   | Nui Tersurin (lista civica)     | Sindaco |      |
| 4 ottobre 2021 | in carica      | Valerio Ferrari   | Nui Tersurin (lista civica)     | Sindaco |      |